# Station Skotselv
Station Skotselv is een station in  Skotselv in de gemeente Øvre Eiker  in  Noorwegen. Het station ligt aan Randsfjordsbanen. Skotselv dateert uit 1866 en is een ontwerp van Georg Andreas Bull. In 2004 werd het station gesloten voor personenvervoer.